# Stjepan Mesić
Stjepan Mesić, detto Stipe (Orahovica, 24 dicembre 1934), è un politico croato, fino al 1992 jugoslavo. Fu l'ultimo presidente della Repubblica Socialista Federale di Jugoslavia (1991), ed ha rivestito le cariche di primo ministro della Croazia e, in seguito, anche di presidente (2000-2010).
Fu deputato nel Parlamento della Repubblica Socialista di Croazia (Sabor SR Hrvatske) negli anni sessanta, per poi allontanarsi dalla vita politica fino al 1990, quando aderì alla Unione Democratica Croata (HDZ), partito conservatore fondato da Franjo Tuđman. Divenne in seguito primo ministro (presidente del governo) della Croazia e, come membro rappresentante della Croazia, ultimo presidente (30 giugno - 5 dicembre 1991) della presidenza collegiale della Repubblica Socialista Federale di Jugoslavia.
Nel 1992 venne eletto presidente del Parlamento croato (Sabor). Non condividendo la politica del presidente Tuđman, nel 1994 uscì assieme ad altri espondenti del partito dall'HDZ e formò il Partito dei Democratici Indipendenti (HND). Nel 1997 la maggior parte degli iscritti dell'HND, compreso Mesić, decisero di entrare a far parte del Partito Popolare Croato (HNS), appartenente al centro-sinistra croato (nel 2005 il partito diventò Partito Popolare Croato - Liberal Democratici - HNS-LD).

## Gli anni sessanta e settanta
Dopo essersi diplomato al ginnasio di Požega, Stjepan Mesić (molto noto anche con il nome abbreviato di Stipe) si laureò presso la facoltà di giurisprudenza dell'Università di Zagabria. Mesić lavorò come direttore degli affari generali dell'azienda croata Univerzal, ruolo che naturalmente richiedeva l'adesione alla politica della Lega dei Comunisti di Jugoslavia. Nel 1966 si presentò come indipendente alle elezioni municipali, battendo due candidati sostenuti dalla Lega dei Comunisti e dall'Unione Socialista dei Lavoratori.
Nel 1967 divenne sindaco di Orahovica e membro del parlamento croato. Come sindaco Stipe Mesić tentò di costruire ad Orahovica la prima fabbrica completamente privata della Jugoslavia, introducendo quindi il sistema di produzione capitalistico, ma venne fermato da Tito perché il progetto era palesemente contrario alla costituzione e alla politica economica jugoslava dell'autogestione.
Nel 1967, quando un gruppo di linguisti pubblicò una dichiarazione sulla natura e l'assoluta autonomia della lingua croata rispetto al serbo, Mesić denunciò pubblicamente il gruppo di studiosi come contrari ai principi fondanti dell'unità jugoslava e sostenne la loro condanna penale. Nel 1971 egli sostenne tuttavia il movimento della Primavera croata (Hrvatsko proljeće), che lottava per una maggior decentramento dei poteri, il riconoscimento della lingua croata ed una politica economica autonoma, ma che arrivava anche a chiedere per la Croazia la costituzione di una banca centrale autonoma e il controllo di tutte le entrate fiscali nazionali.
Per il coinvolgimento in questo movimento, il governo lo accusò di "atti di propaganda nemica". Malgrado solo 5 dei 55 testimoni sentiti al suo processo si fossero pronunciati contro di lui, Mesić venne condannato ad un anno e due mesi di prigione. Dopo la sentenza d'appello, venne incarcerato nel 1975 per un anno presso il penitenziario di Stara Gradiška.

## Gli anni novanta
Mesić venne eletto nuovamente al parlamento croato nel 1990, come candidato della Comunità Democratica Croata (HDZ), partito di destra e anti-comunista. Divenne segretario generale dell'HDZ e in seguito primo ministro della Croazia, ruolo che svolse tra il maggio e l'agosto del 1990. Designato rappresentate croato presso la Presidenza collegiale jugoslava, egli si dimise da premier, assumendo la vice-presidenza della Jugoslavia.
La Presidenza era assegnata a rotazione annuale a uno degli otto rappresentanti delle sei repubbliche e delle due province autonome jugoslave. Quando, secondo la costituzione, Mesić doveva assumere il ruolo di presidente (e dunque anche di comandante dell'esercito jugoslavo), il membro serbo e presidente uscente Borisav Jović sostenne che la decisione doveva essere messa ai voti tra i membri della Presidenza.
Quattro rappresentanti (controllati dalla Serbia di Slobodan Milošević) si opposero a Mesić (Serbia, Montenegro, Voivodina, Kosovo), mentre quattro erano a favore (Croazia, Slovenia, Bosnia ed Erzegovina, Macedonia). Si raggiunse dunque una situazione di stallo e di incostituzionalità, risolta solo con l'intervento della Comunità Economica Europea, che obbligò Jović a lasciare la presidenza a Mesić. Ma per l'unità jugoslava era troppo tardi: era ormai iniziata la guerra fra le diverse etnie della Federazione.
Mesić, che pur inizialmente credeva e sperava nella possibilità di una Jugoslavia unita (al contrario di Tuđman) seppure in forme confederali da ridiscutere fra le diverse repubbliche, si dimetterà da Presidente della Jugoslavia il 5 dicembre 1991, dichiarando che la Jugoslavia non esisteva evidentemente più.
Nel 1994 uscì dall'HDZ di Tuđman, criticandone il nazionalismo e l'autoritarismo, nonché l'intervento militare croato nella guerra in Bosnia ed Erzegovina (Mesić accusò Tuđman di voler spartire la repubblica con la Serbia di Milošević, negandone il diritto all'esistenza). Egli criticò inoltre le frettolose e poco chiare privatizzazioni seguite alla secessione del Paese e il ruolo dilagante della criminalità nell'economia croata durante il conflitto serbo-croato. Formò il nuovo partito HND (Partito dei Democratici Indipendenti), per poi entrare nel Partito Popolare Croato (1997).

## Presidente della Croazia
Fu eletto Presidente della Croazia dopo il secondo turno delle elezioni presidenziali (2000), sconfiggendo Dražen Budiša del Partito Social-Liberale Croato (HSLS). Mesić era sostenuto al ballottaggio anche dal Partito Liberale Croato (LS), dal Partito Rurale Croato (HSS) e dal partito regionale e autonomista istriano Istarski Demokratski Sabor/Dieta Democratica Istriana (IDS-DDI). Mesić condannò pesantemente l'operato del predecessore Tuđman, in particolare in relazione alle politiche nazionaliste e autoritarie, all'isolamento internazionale del Paese, alla mancanza di libertà nei mass media nazionali, nonché alla cattive condizioni economiche in cui era sprofondata la nazione.
Egli adottò un approccio maggiormente liberale, aprendo la Croazia agli investimenti stranieri. Nel settembre del 2000 pensionò anticipatamente sette generali attivi dell'Esercito Croato che avevano scritto due lettere aperte all'opinione pubblica, accusando il governo socialdemocratico di Ivica Račan di "condurre una campagna per la criminalizzazione della guerra patriottica e di denigrare l'esercito". Mesić sostenne che esponenti militari non potevano scrivere lettere all'opinione pubblica, in particolare esprimendo opinioni politiche sull'operato del governo, senza l'assenso del comandante in capo dell'esercito. L'opposizione dell'HDZ criticò l'operato di Mesić, sostenendo che il Presidente metteva in pericolo la sicurezza nazionale. In seguito, per motivazioni simili, Mesić pensionerà altri quattro generali.
Mesić ha testimoniato al Tribunale penale internazionale per l'ex-Jugoslavia, che ha visto coinvolti membri dell'Esercito Croato durante la guerra in Bosnia ed Erzegovina. La destra croata ha criticato la testimonianza, accusando il Presidente di "tradimento". Attivo in politica estera, Mesić ha sempre sostenuto le ambizioni croate di entrare a far parte dell'Unione europea e della NATO. Si è opposto alla campagna militare americana contro l'Iraq di Saddam Hussein, essendo essa priva del mandato dell'ONU.
Ha stabilito relazioni diplomatiche con la Libia di Gheddafi, visitando più volte il Paese in dissenso con la diplomazia di USA e Regno Unito. Dopo le elezioni legislative del 2003, che videro la sconfitta del Socialdemocratici di Racan e la vittoria della'HDZ di Ivo Sanader (che lo stesso Sanader aveva portato su posizioni decisamente più moderate e meno nazionaliste), si prevedevano problemi di "coabitazione" tra il Presidente di centro-sinistra e il governo conservatore. Tuttavia la situazione è rimasta serena, se non per qualche richiamo di Mesić al governo per la gestione della radio-televisione pubblica HRT.
Mesić è stato rieletto Presidente della Repubblica il 16 gennaio 2005, sconfiggendo al secondo turno con il 65% delle preferenze il candidato del centro-destra, la vice-premier Jadranka Kosor (HDZ). Il secondo e ultimo mandato presidenziale è scaduto nel gennaio 2010, succeduto da Ivo Josipović.

## Onorificenze

### Onorificenze croate
Nella sua funzione di Presidente della Croazia dal 2000 al 2010 è stato: